# Sebastian Janicki
Sebastian Janicki (ur. 8 czerwca 1986) – polski judoka.

## Kariera
Były zawodnik klubów: TSJ Gryf Słupsk (2000-2005), TS Gwardia Opole (2006-2007), WKS Śląsk Wrocław (2018-2014). Trzykrotny medalista mistrzostw Polski seniorów w kategorii do 60 kg: złoty w 2010, srebrny w 2012 i brązowy w 2011. Ponadto m.in. młodzieżowy mistrz Polski w 2007.